# كوريا (مقاطعة هندية)
كوريا رمزها «KJ» (بالإنجليزية: Koriya)‏ ، هو تقسيم إداري لدولة الهند تتبع ولاية تشاتيسغار (بالإنجليزية: Chhattisgarh)‏ ، مركزها هو مدينة بايكونت بور (بالإنجليزية: Baikunthpur)‏ عدد سكانها حسب تعداد سنة 2001 هو 6,59,039 ، مساحتها 6,578 كم² وكثافة السكان 89 لكل كم² .